# 一説部
一説部(いっせつぶ、サンスクリット: एकव्यावहारिक, IAST: Ekavyāvahārika)は部派仏教の一派。アショーカ王時代に大衆部から分裂したとされる。

## 歴史
チベットのラマターラナータ(Tāranātha)は、一説部、説出世部、鶏胤部は本質的に同じであるとみている。彼はエーカヴィヤーヴァハーリカ(Ekavyāvahārika)を大衆部全体で使われる言葉だったとも考えている。一説部、鶏胤部、説出世部は大衆部が初めて分裂した際に生じた三つの部派である。一説部の教えは後世にはほとんど伝わらず大衆部の一部にすぎないと考えられたとアンソニー・ケネディー・ウォーダーが言及している。
ブッダの般涅槃から200年後に大衆部の多くの部派がラージャグリハの北へ移動し、大乗仏教の教説が形の上で三蔵に統合されるべきか否かを巡って分裂したと6世紀インドの僧侶真諦が書き記している。この説明に基づけば、大衆部が三派に分裂したのはこういった大乗経典の権威を受け入れるうえでの相対的な態度・程度によるものということになる。真諦によれば、一説部は大乗経典を仏説として受け入れたという。

## 教義
世友の『異部宗輪論』(Samayabhedoparacanacakra)では一説部、鶏胤部、説出世部は教義上変わるところがないものとして扱われている。世友によれば、この三つの部派で四十八のテーゼが共有されていたという。 
一説部(Ekavyāvahārika)の名は、「仏陀は唯一にして統合された超越的な意味を持つ言葉を語った」というこの部派の教義を指している。彼らはブッダの超越性を強調し、ブッダが常に悟りを開いており本質的に非物質的であると力説した。ブッダの教えが超越的な意味を持つと考えられているのと全く同様に、四諦は一つの叡智によって完全に成就されるものと理解される。
知覚能力を持つ存在は本来根本的に純粋な精神を持つがこの純粋な精神は苦しみによって妨げられ、曇らされると一説部では考えられていた。この、心の本性はブッダのそれと根本的に変わらないという考えは、大乗仏教の仏性や仏陀の法身の教義と同一視され、法華経や華厳経といった大乗仏典にみられる教義と好意的に比較された。